# Бёньё
Бёньё́ (фр. Beugneux) — коммуна во Франции, находится в регионе Пикардия. Департамент коммуны — Эна. Входит в состав кантона Виллер-Котре. Округ коммуны — Суасон.
Код INSEE коммуны — 02082.

## Население
Население коммуны на 2010 год составляло 122 человека.
| 1962 | 1968 | 1975 | 1982 | 1990 | 1999 | 2010 |
| ---- | ---- | ---- | ---- | ---- | ---- | ---- |
| 122  | 97   | 94   | 92   | 75   | 83   | 122  |

## Экономика
В 2010 году среди 83 человек трудоспособного возраста (15—64 лет) 63 были экономически активными, 20 — неактивными (показатель активности — 75,9 %, в 1999 году было 66,0 %). Из 63 активных жителей работали 59 человек (35 мужчин и 24 женщины), безработных было 4 (2 мужчин и 2 женщины). Среди 20 неактивных 9 человек были учениками или студентами, 5 — пенсионерами, 6 были неактивными по другим причинам.